# ハーフパイプ

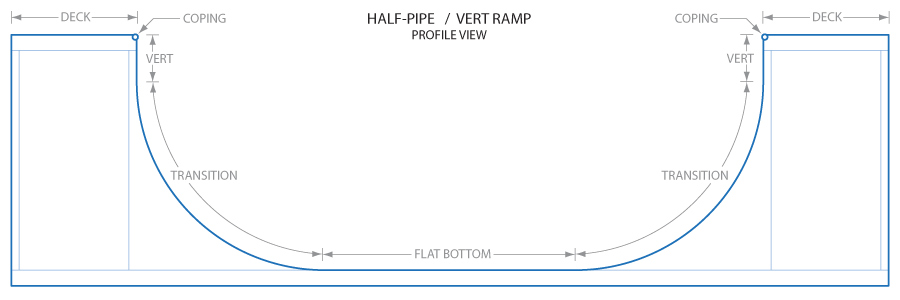
ハーフパイプの断面

ハーフパイプ（half-pipe）とは、スケートボード、インラインスケート、BMXで使用される代表的なセクション（構造物）。雪上に設置した物をスノーボード、スキーでも使用し、そのまま競技種目名にもなっている。
名前通り円筒を半分にして横に倒した形状をしており、水平な底面ボトム、円弧状の斜面トランジション、頂上の水平部分デッキからなる。またデッキの縁の部分をリップと呼ぶ。競技者はこの中をブランコのように往復し、両側の壁の頂上付近や、空中に飛び出している間に様々な技を繰り出す。
X Gamesなどの大会ではスケートボードでバート(Vert)と呼び、スノーボード・スキーではスーパーパイプと呼ぶこともある。
他に、マリオカート8・8DX・Wiiで配置されている加速機能のことも呼ぶ。

## スケートボード、BMX、インラインスケート用

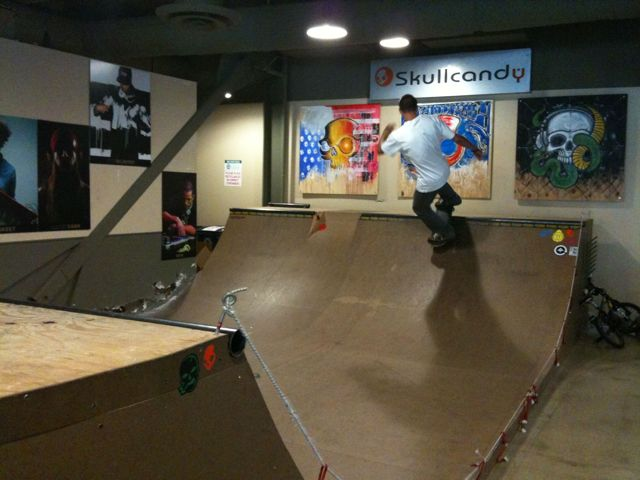
ミニランプ

鉄や木の骨組に合板や鉄板、スケートライトなどの板を張って作られ、主にスケートパーク内に設置される。ほとんどのものはリップ部分にコーピングと呼ばれる鉄パイプが埋め込まれ、リップを保護しつつ、技も掛け易くしている。大きさによりヴァートランプとミニランプに分けられる。フィート（約30cm）単位で設計されている事が多い。

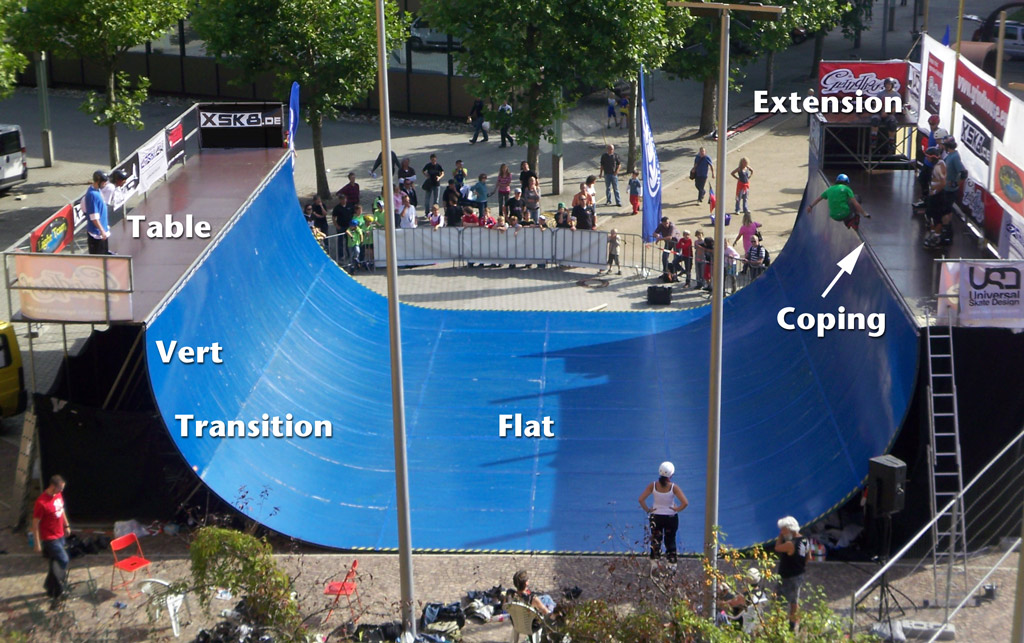
ヴァートランプ
ヴァーチカルランプとも。ヴァートまたはヴァーチカルと呼ばれる競技に使われるハーフパイプ。ボトムからデッキまで3～4mと巨大で、デッキへは脇にかけられた梯子や階段で登る。走行面は頂上付近では垂直（Vertical、バーチカル）な壁となっており、これがvertの名前の由来である。
ストリートスタイルが主流となって以降ヴァートランプを設置するスケートパークは減少したが、日本でも以下の場所では確認されている。

- 東京 Murasaki Park 東京（13ft） 
- 富山 桜ヶ池公園スケートパーク（10ft）
- 兵庫 "g"スケートパーク（13ft） 
- 神奈川　鵠沼海浜公園スケートパーク（11ft）
- 島根　Dr.Mega Ramp（12ft）
- 愛知　Hi-5（11ft）
- 福岡　ADAPT（11ft）
- 静岡　 JACK OCEAN SPORTS（11ft）
- 熊本　X land（10ft）
- 福島　スカイピアあだたらアクティブパーク（13ft）
- 茨城　AXIS（10ft）

ミニランプ
小型のハーフパイプ。最大でも高さは2m程度で、両側の立ち上がりも比較的緩くヴァートランプのような垂直面は無い。60cmほどの特に小さいものはミニミニランプとも呼ばれる。バンク（平らな斜面）などと並びスケートパーク内の一般的なセクションで、異なる高さのものが複数配置されている場合もある。

### 亜種
以下の3種はハーフパイプではないが、そのバリエーションとしてとらえることができる。
クォーターパイプ
ハーフパイプを半分に切った片側のみのセクション。大きさや垂直部分の有無にかかわらず、この形状の物はすべてクォーターパイプと呼ぶ。スケートパークでは他のセクションに向かう為の「発射台」となる他、ミニランプ代わりにも使われている。
スパイン / ボルケーノ
二つのクォーターパイプが背中合わせになった火山（ボルケーノ）型のセクション。コーピングは一本と二本の場合がある。ジャンプランプの一種だが、ハーフパイプと組み合わされている場合もある。
ボウル
名前の通りサラダボウルのような形状。ハーフパイプの壁が360度全方向にある形とも言える。上から見て必ずしも円形ではなく、楕円形の物、さらに複雑な形状の物もある。

## スノーボード、スキー用

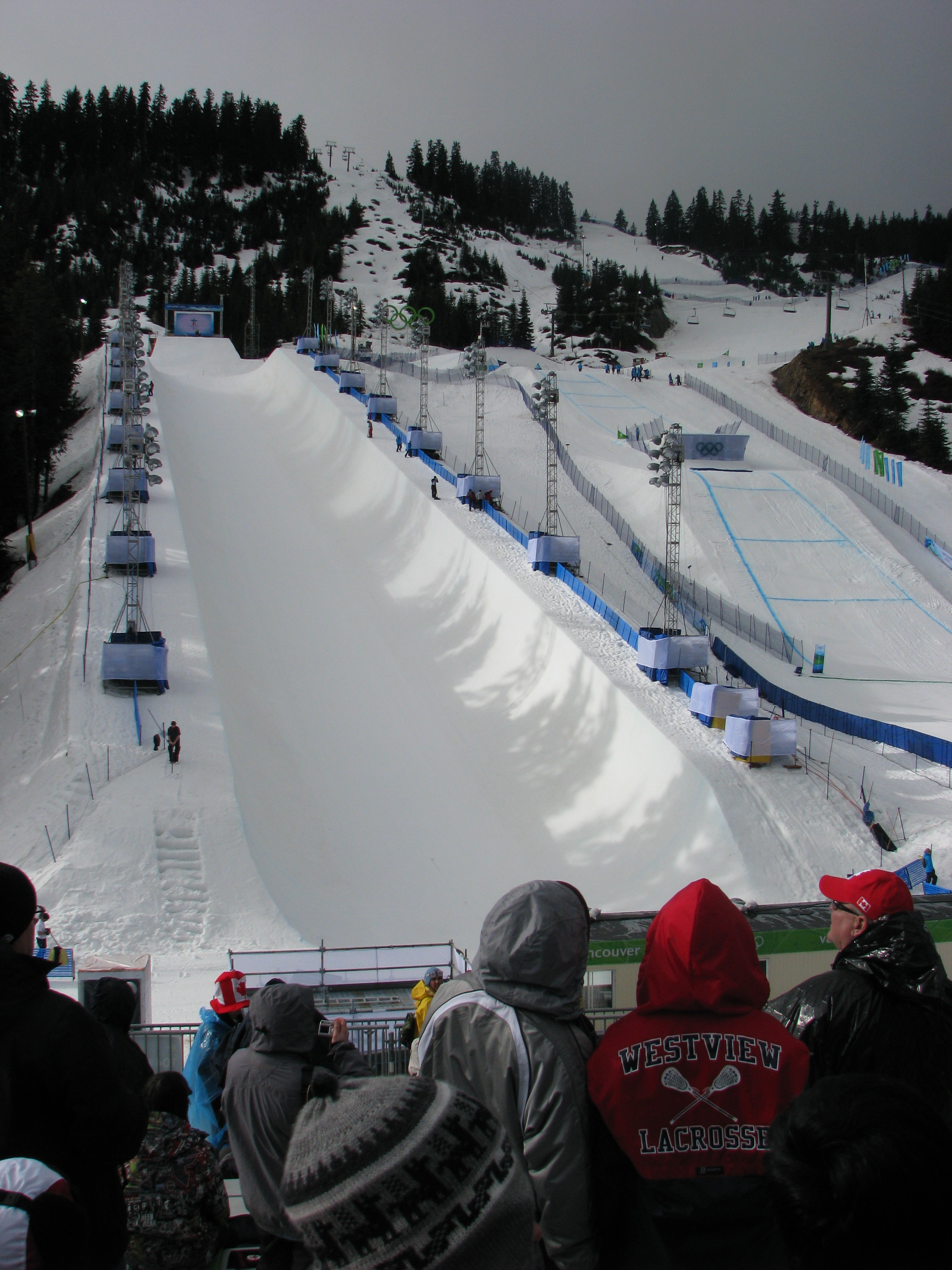
スノーボードのハーフパイプ

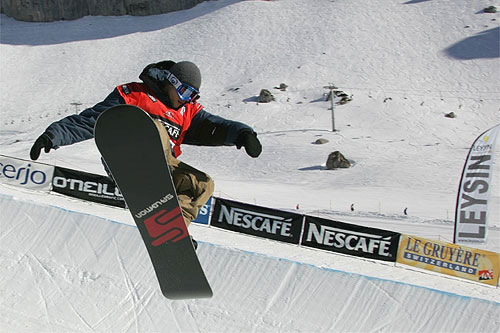
ハーフパイプ

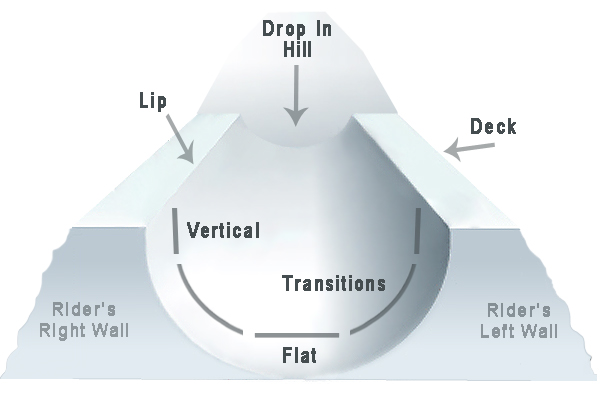
ハーフパイプの図

スノーボード、スキー用のハーフパイプは雪を固めて作られる。雪上では速度を維持し辛いので、緩い斜面に作られた長いハーフパイプを往復しながら徐々に下っていく。かつては手掘りで深さ1m程度だったハーフパイプも、現在のオリンピックでは雪上車で作られた全長120-130メートル、深さ3-5メートル前後(年々大きくなる傾向がある)のコースを使用する。Xゲームズではさらにリップからボトムまでが深い5.5m近くのパイプが使用される。
2014年4月と2015年3月には2つのパイプを並べた競技大会「Red Bull Double Pipe」が行われた。

### ハーフパイプのあるスキー場
- さっぽろばんけいスキー場（北海道）
- 青森スプリング・スキーリゾート（青森）
- 横根スキー場（山形）
- 会津高原南郷スキー場（福島）
- ハンターマウンテン塩原（栃木）
- スノーパーク尾瀬戸倉（群馬）
- 上越国際スキー場（新潟）
- 石打丸山スキー場（新潟）
- Hakuba47（長野）
- 野沢温泉スキー場（長野）
- 高鷲スノーパーク（岐阜）
- びわ湖バレイ（滋賀）
- スカイバレイスキー場（兵庫）
- 瑞穂ハイランド（島根）

### 競技としてのハーフパイプ
1998年長野オリンピックからスノーボードが、2014年ソチオリンピックからスキーがそれぞれ正式種目となる。左右のリップを往復し、5-7回のジャンプをする。採点は全体的印象、回転、標準技、技の大きさなどを50点満点方式で採点されるが、毎年微妙なルール変更が行われ競技者を悩ませる。正式種目化に伴い、選手たちはスノーボード協会がある国においても、各国のスキー連盟に所属する必要が生まれた。これは強い反発心を生み、当時世界最高の競技者であったテリエ・ハーコンセンらが大会出場を拒否することとなった。
また、他の競技がワールドカップを世界最高の舞台とするのと異なり、ワールドカップには出場しない有能な選手がX Gamesに出場し、世界最高の大会になっている。
クォーターパイプはオリンピック種目にはなっていないが、テリエ・ハーコンセンが主催する、ザ・アーキティック・チャレンジ(The Arctic Challenge)では、ボトムからリップまでの高さが9mのクォーターパイプを使用するなど、大会も多く行われている。なお、この種目でテリエ・ハーコンセンはリップから9.8mの高さに到達し、世界記録に認定されていたが、スキーヤーのサイモン・デュモント(Simon Dumont)に35フィート(約11m)でこの記録を塗り替えられている(2009年2月現在)。
スキーは2014年ソチオリンピックから正式種目になった。

#### スノーボードハーフパイプ選手
男子
- アルトゥール・ロンゴ（フランス語版）
- 穴井一光
- アンティ・アウティ
- アンディ・フィンチ
- エーサー・ブレッド
- 青野令 - 2013年日本体育大学在学中スキー部（フリースタイルスキーブロック「スノーボード・ハーフパイプ」所属）。
- 小山内修平
- 片山來夢 - 2014年第20回全日本スキー選手権大会スノーボード ハーフパイプ優勝。
- キム・ホジュン（朝鮮語版）
- 工藤洸平
- クリスティアン・ハラー（ドイツ語版）
- グレッグ・ブレッツ（ドイツ語版）
- ゲイブ・ファーガソン
- ケント・カリスター（ドイツ語版）
- 國母和宏 - 北海道・登別大谷高。2007年アジア冬季競技大会で金メダル。
- 佐藤秀平
- 史万成（英語版）
- ジャン・シメン - 長野オリンピック金メダリスト。
- ジェイク・ペンツ
- ショーン・ホワイト - トリノオリンピック、バンクーバーオリンピック、平昌オリンピック金メダリスト。Winter X Games 金メダリスト。
- スコッティ・ジェイムズ - 2015年スノーボード世界選手権優勝。平昌オリンピック銅メダリスト。
- スコット・ラゴ
- 諏訪博紀
- ダニー・キャス
- ダニー・デイヴィス
- 張義威（英語版）
- チェイス・ジョージー
- ティム・ケヴィン・ラヴニャク（ドイツ語版）
- テイラー・ゴールド
- デビッド・ハブルッツェル（ドイツ語版）
- テリエ・ハーコンセン
- 中井孝治 - 青森大学卒業。
- 成田童夢
- 子出藤歩夢 - 2015年冬季ユニバーシアード優勝。
- パトリック・バーゲナー
- 藤田一海
- 平岡卓 - ソチオリンピック銅メダリスト。2015年 Winter X Games 銀メダリスト。
- 平野歩夢 - 2013年 Winter X Games 銀メダリスト。ソチオリンピック、平昌オリンピック銀メダリスト。北京オリンピック金メダリスト。
- ベンジー・ファロー
- ベン・ファーガソン
- 細川孝介
- マシュー・ラドリー
- メイソン・アギーレ（英語版）
- ユーリ・ポドラドチコフ - ソチオリンピック金メダリスト。
- 吉田景風
- ライアン・ワーチェンドルファー
- ルイ・ヴィト
- ロス・パワーズ - 2002年ソルトレークシティオリンピック金メダリスト。

女子
- アリエル・ゴールド
- 今井メロ
- 内山ミエ
- ウルシナ・ハラー
- 大江光
- 岡田良菜
- 風間瑠奈
- 鎌田絢子
- キャロライン・ファン・キルスドンク
- クロエ・キム
- グレッチェン・ブレイラー - トリノオリンピック銀メダリスト。Winter X Games 2010年 金メダリスト。
- ケイトリン・ファリントン - ソチオリンピック金メダリスト。Winter X Games 2014年 金メダリスト。
- ケラルト・カステリェト
- ケリー・クラーク
- 蔡雪桐（ドイツ語版）
- サマー・フェントン
- シェリル・マース
- シェルスティ・バース（英語版） - トリノオリンピック銅メダリスト。
- ソフィー・ロドリゲス（ドイツ語版）
- 孫志峰
- トーラ・ブライト
- 中島志保 - ヨネックス。2007年アジア冬季競技大会で金メダル。
- ナジャ・パーチャート（英語版）
- パウリーナ・リゴツカ
- ハンナ・テッター
- 潘蕾
- 降旗由紀
- 本多未沙
- 松本遥奈
- マディ・マストロ
- ミラベル・トヴェ（ドイツ語版）
- 山岡聡子
- 李爽（英語版）
- 劉佳宇（英語版）

#### スキーハーフパイプ選手
男子
- 上野雄大
- アーロン・ブランク
- アレックス・フェレーラ - Winter X Games 2015年 銅メダリスト。
- ガス・ケンワージー - Winter X Games 2016年 銀メダリスト。
- ケビン・ローランド - ソチオリンピック銅メダリスト。Winter X Games 2016年 金メダリスト。
- コルビー・ウエスト（英語版）
- サイモン・ダルトワ - Winter X Games 2015年 金メダリスト。
- サイモン・デュモン
- ザビエル・ベルトーニ（英語版）
- ジャスティン・ドーレー
- ジョサイア・ウェルズ
- 曽根原いさお
- 寺田斉史
- 津田健太朗
- デービッド・ワイズ - ソチオリンピック金メダリスト。Winter X Games 2014年 金メダリスト。
- トーマス・クリーフ
- トリン・イェーター＝ウォレス
- マイク・リドル - ソチオリンピック銀メダリスト。
- マット・マーゲッツ（英語版）
- ブノワ・ヴァランタン - Winter X Games 2016年 銅メダリスト。
- 成田緑夢
- ノア・ボーマン
- 米谷優

女子
- アナリサ・ドリュー（英語版）
- アンジェリ・ヴァンラーネン（英語版）
- エイミー・シーハン（英語版）
- エリザベス・スウェイニー - 平昌オリンピックに出場するも一切技を披露しなかったことで議論を呼んだ。
- キャシー・シャープ（英語版）
- 小野塚彩那 - ソチオリンピック銅メダリスト。2015年 Winter X Games 銅メダリスト。
- 佐藤麻衣子
- サラ・バーク
- ジャニナ・クズマ（英語版）
- 寺田シュリ
- 畑中みゆき - モーグル日本代表。
- マディー・ボーマン（英語版） - ソチオリンピック金メダリスト。Winter X Games 2014年 金メダリスト。
- マリー・マルティノ（英語版） - ソチオリンピック銀メダリスト。Winter X Games 2014年 銅メダリスト。
- ミーガン・ガニング（英語版）
- 三星マナミ
- ロザリンド・グルーネウド（英語版） - Winter X Games 2014年 銀メダリスト。